# Lucid Dreams
«Lucid Dreams» (с англ. — «Осознанное сновидение»; альтернативное название «Lucid Dreams (Forget Me)», с англ. — «Осознанные сны (Забыть меня)») — песня американского музыканта Juice WRLD. Она была официально выпущена на лейблах Grade A Productions и Interscope Records 4 мая 2018 года, ранее выпущенный на SoundCloud в июне 2017 года. Песня была спродюсирована Ником Мира и дебютировала под номером семьдесят четыре в чарте Billboard Hot 100, достигнув позже второго места в чарте. Песня также собрала более миллиарда стримов на Spotify, став одной из самых прослушиваемых песен на платформе.

## История
«Lucid Dreams» был первоначально выпущен для бесплатной трансляции на SoundCloud в рамках мини-альбома Juice WRLD 9 9 9 15 июня 2017 года. В конечном итоге он собрал 2,5 миллиона прослушиваний, впоследствии чего был переиздан в качестве сингла 4 мая 2018 года.
Juice WRLD рассказал, что песня была сделана как «сеанс терапии» в период проблем в отношениях, с которыми он сталкивался.

## Музыка
Продолжительность «Lucid Dreams» составляет четыре минуты. Темп составляет 84 удара в минуту. Инструментал песни основывается на семпле композиции Стинга 1993 года «Shape of My Heart». Некоторые журналисты сообщили, что Стинг либо рассматривает иск, либо подает в суд на Juice WRLD за использование частей его песни без разрешения, хотя первоначально был польщен использованием его музыки.
В октябре 2019 года члены распавшейся поп-панк-группы Yellowcard подали в суд на Juice WRLD на сумму $15 млн, утверждая, что «Lucid Dreams» копирует мелодию их песни «Holly Wood Died».

## Видеоклип
Клип к «Lucid Dreams» был выпущен 10 мая 2018 года и был спродюсирован Коулом Беннеттом. Milca P. из HotNewHipHop описал клип как «психоделический и абстрактный».

## Коммерческий успех
Песня дебютировала под номером 74 в чарте Billboard Hot 100 на неделе, закончившейся 17 мая 2018 года, с 10 миллионами потоков США и 4000 цифровых загрузок. Песня пошла к 35 месту на следующей неделе, а затем к 15 месту. Когда она поднялась на девятую строчку чарта, «Lucid Dreams» стал первой песней в топ-10 Juice WRLD 12 июня 2018 года с 35,9 миллионами потоков в США и 9000 загрузок. Первоначально он достиг третьего места в чарте в течение недели в июне и задержался в топ-10 в течение нескольких месяцев, пока не достиг высшей позиции под номером два, не сумев опередить сингл Maroon 5 и Карди Би «Girls Like You». «Lucid Dreams» позже вновь вошёл в чарты Billboard под номером восемь в выпуске от 21 декабря 2019 года, вскоре после смерти Juice WRLD.

## Чарты
| Чарт (2018–19)                             | Высшая позиция |
| ------------------------------------------ | -------------- |
| Австралия (ARIA)                           | 8              |
| Австрия (Ö3 Austria Top 40)                | 26             |
| Бельгия/Фландрия (Ultratop 50)             | 30             |
| Бельгия/Валлония (Ultratip Bubbling Under) | 15             |
| Канада (Canadian Hot 100)                  | 4              |
| Чехия (Singles Digitál Top 100)            | 13             |
| Дания (Tracklisten)                        | 11             |
| Финляндия (Suomen virallinen lista)        | 7              |
| Франция (SNEP)                             | 65             |
| Германия (GfK)                             | 36             |
| Венгрия (Stream Top 40)                    | 9              |
| Исландия (Tonlist)                         | 15             |
| Ирландия (IRMA)                            | 11             |
| Италия (FIMI)                              | 45             |
| Латвия (LAIPA)                             | 6              |
| Нидерланды (Single Top 100)                | 11             |
| Новая Зеландия (Recorded Music NZ)         | 3              |
| Норвегия (VG-lista)                        | 13             |
| Польша (Polish Airplay Top 100)            | 45             |
| Португалия (AFP)                           | 3              |
| Шотландия (OCC Scotland)                   | 16             |
| Словакия (Singles Digitál Top 100)         | 13             |
| Испания (PROMUSICAE)                       | 77             |
| Швеция (Sverigetopplistan)                 | 5              |
| Швейцария (Schweizer Hitparade)            | 22             |
| Великобритания (OCC UK Singles)            | 10             |
| США Billboard Hot 100                      | 2              |
| США Hot R&B/Hip-Hop Songs (Billboard)      | 1              |
| США Mainstream Top 40 (Billboard)          | 7              |
| США Rhythmic (Billboard)                   | 1              |
| США Rolling Stone Top 100                  | 4              |

| Чарт (2018)                              | Позиция |
| ---------------------------------------- | ------- |
| Австралия (ARIA)                         | 38      |
| Канада (Canadian Hot 100)                | 20      |
| Дания (Tracklisten)                      | 25      |
| Израиль (Galgalatz)                      | 36      |
| Нидерланды (Single Top 100)              | 48      |
| Новая Зеландия (Recorded Music NZ)       | 33      |
| Швеция (Sverigetopplistan)               | 23      |
| Швейцария (Schweizer Hitparade)          | 90      |
| Великобритания (Official Charts Company) | 53      |
| США Billboard Hot 100                    | 12      |
| США Hot R&B/Hip-Hop Songs (Billboard)    | 7       |
| США Mainstream Top 40 (Billboard)        | 41      |
| США Rhythmic (Billboard)                 | 9       |

| Чарт (2019)                           | Позиция |
| ------------------------------------- | ------- |
| Австралия (ARIA)                      | 91      |
| Канада (Canadian Hot 100)             | 54      |
| США Billboard Hot 100                 | 48      |
| США Hot R&B/Hip-Hop Songs (Billboard) | 44      |
| США Rolling Stone Top 100             | 48      |

| Чарт (2010–2019)                      | Позиция |
| ------------------------------------- | ------- |
| США Billboard Hot 100                 | 51      |
| США Hot R&B/Hip-Hop Songs (Billboard) | 19      |

## Сертификации
| Регион | Сертификация   | Продажи    |
| --- | -------------- | ---------- |
| Австралия (ARIA) | 6× Платиновый  | 420 000    |
| Австрия (IFPI Austria) | 2× Платиновый  | 60 000     |
| Бельгия (BEA) | Платиновый     | 40 000     |
| Канада (Music Canada) | 5× Платиновый  | 400 000    |
| Дания (IFPI Danmark) | 2× Платиновый  | 180 000    |
| Франция (SNEP) | Золотой        | 100 000    |
| Германия (BVMI) | 3× Золотой     | 600 000    |
| Италия (FIMI) | Платиновый     | 50 000     |
| Нидерланды (NVPI) | Платиновый     | 80 000     |
| Новая Зеландия (RMNZ) | 2× Платиновый  | 60 000     |
| Польша (ZPAV) | 3× Платиновый  | 150 000    |
| Португалия (AFP) | 4× Платиновый  | 40 000     |
| Испания (PROMUSICAE) | Платиновый     | 60 000     |
| Великобритания (BPI) | 3× Платиновый  | 1 800 000  |
| США (RIAA) | 11× Платиновый | 11 000 000 |
| Стриминг |                |            |
| Греция (IFPI Greece) | Платиновый     | 2 000 000  |
| Швеция (GLF) | Платиновый     | 8 000 000  |
| Данные о продажах + прослушиваниях приведены только на основе сертификации. · Данные только о прослушиваниях приведены на основе сертификации. |                |            |

## История релиза
| Регион | Дата         | Формат                      | Лейбл                          | Прим.  |
| ------ | ------------ | --------------------------- | ------------------------------ | ------ |
| США    | 26 июня 2018 | Rhythmic contemporary radio | Grade A Productions Interscope | [ 88 ] |
| США    | 17 июля 2018 | Contemporary hit radio      | Grade A Productions Interscope | [ 89 ] |